# 嘉義聖興宮
嘉義聖興宮，是一座位在臺灣嘉義市西區，主祀天上聖母的媽祖廟。

## 歷史
嘉義聖興宮，主祀天上聖母，1966年（民國五十五年）西區西平里長莊景林（1971年分出為新西里）提議新建廟宇，奉祀媽祖保佑本境，祈求閤境平安，以期新興社區的團結與安寧祀:63。推舉地方人士曾老吸、鄭聰明、李有騰、李西川、蔡明章、蔡明朝、莊景林等為發起人籌備媽祖會，會員邱水扶等三十二名捐獻迎神一切經費，並展開勸募建廟經費，另公推莊里長等人往新港鄉溪北村溪北六興宮迎請三媽金身一尊，暫安奉於民宅供信徒膜拜，且先由神賜宮名「聖興宮」:63。
1969年（民國五十八年）由廟方主委曾老吸捐獻土地並出資在老吸街頭蓋了一座木造廟宇:63。1971年（民國六十年）至蚶仔寮笨港口港口宮迎請二媽金身一尊回宮安奉:64。1987年（民國七十六年）經堪輿擇定西區上海路現址新建廟宇，於1989年（民國七十八年）完工，並另自奉大媽金身一尊，香火鼎盛:64。

## 奉祀神祇
主祀神明：天上聖母，陪祀神明：土地公、註生娘娘、崙義公、中壇元帥。

## 外部連結
- 嘉義聖興宮的Facebook專頁